# Zagradišče
Zagradišče je naselje v Mestni občini Ljubljana.